# Juri Nikolajewitsch Parijski
Juri Nikolajewitsch Parijski (russisch Юрий Николаевич Парийский; * 23. Mai 1932 in Moskau; † 31. Juli 2021) war ein russischer Astronom.

## Leben
Parijski, Sohn des Astronomen Nikolai Nikolajewitsch Parijski, studierte an der physikalisch-mathematischen Fakultät der Lomonossow-Universität Moskau (MGU) mit Abschluss 1955 und arbeitete dann im Pulkowo-Observatorium. 1969 wurde er Vizedirektor des Selentschuk-Observatoriums. 1972 wurde er zum Doktor der physikalisch-mathematischen Wissenschaften promoviert. 1979 wurde er zum Korrespondierenden Mitglied der Akademie der Wissenschaften der UdSSR (AN-SSSR, seit 1991 Russische Akademie der Wissenschaften (RAN)) gewählt. 1992 wurde er Vollmitglied der AN-SSSR.
Parijski lieferte wichtige Beiträge zur Radioastronomie, zur Physik der kosmischen Radiowellen-Quellen und zum Radioteleskop-Bau. Er führte präzise Beobachtungen zur Kosmogonie durch. Er stellte eine starke Anisotropie der Hintergrundstrahlung fest, was zu einer Revision der Theorien der Galaxie-Bildung führte. Er untersuchte die Feinstrukturen der Galaxien und erstellte im Hinblick auf die morphologische Klassifizierung von Galaxien einen Katalog ihrer Radioquellen. Dabei prüfte er Fragen der Evolution der Radioquellen.
Parijski untersuchte intensiv Antennen mit variablem Profil für den Empfang der Radiowellen. Er zeigte die Möglichkeit auf, einzelne Radioteleskope zu einem phasenstabilen System zusammenzuschalten und bei begrenzter Antennenzahl Bilder unter Ausnutzung der Erdrotation zu synthetisieren. Er untersuchte die Grenzen des Auflösungsvermögens der Radioteleskope im Hinblick auf die Radiowellenausbreitungsbedingungen im Weltraum und in der Erdatmosphäre sowie die Fluktuationen der Quellen im intergalaktischen Hintergrund. Er wirkte bei der Organisation des Baus des neuartigen Radioteleskops RATAN 600 mit. Parijski war Autor bzw. Mitautor einer Vielzahl vielfältiger Veröffentlichungen.

## Ehrungen
- Ehrenzeichen der Sowjetunion (1975)[2]
- Leninorden (1978)[2]
- Verdienstorden für das Vaterland IV. Klasse (1999)[2]